# Восстание в Кронштадте. 1921 год (книга Эврича)
«Восстание в Кронштадте. 1921 год» (англ. Kronstadt, 1921) — книга американского историка анархизма Пола Эврича о событиях Кронштадтского восстания, написанная в 1970 году.

## Влияние на другие работы
В СССР в ответ на книгу Эврича заведующий редакцией серии «Жизнь замечательных людей» Сергей Семанов в 1973 году написал свою работу «Ликвидация антисоветского Кронштадтского мятежа 1921 года», в которой излагалась советская версия событий на острове Котлин.
В XXI века, уже в России, русский перевод книги Эврича был использован при написании статьи «Кронштадтское восстание» в Большой российской энциклопедии.

## Издания и переводы
Работа неоднократно переиздавалась:
- Avrich P. Kronstadt, 1921. — New York: Norton, 1974. — 271 p. — (Norton library, 724). — ISBN 9780393007244. — ISBN 0393007243.
- Avrich P. Kronstadt 1921. — Princeton: Princeton University Press, 1979. — 248 p.
- Avrich P. Kronstadt 1921. — Princeton: Princeton University Press, 1991. — xi, 271 p. — ISBN 9780691008684. — ISBN 069100868X.

В 1975 году книга Эврича вышла в Париже на французском языке:
- Avrich P. La Tragédie de Cronstadt: 1921 / traduit de l’anglais par Hervé Denès. — Paris: Éd. du Seuil, 1975. — 250 p. — (Points. Histoire, H18).

К 2017 году были опубликованы её переводы на многие языки мира:
- Avrich P. Kronštadt 1921. — Praha: Anarchistická knihovna FSA, 2002. — 230 p. — (Anarchistická knihovna, sv. 13).
- P.アヴリッチ. Kuronshutatto 1921 = クロンシュタット1921 / Takamitsu Sugawara. — Tōkyō: Gendai Shichō Shinsha, 2008. — 316 с. — ISBN 9784329020468. — ISBN 4329020467.
- Avrich P. Kronstadt 1921 / İngilizce'den çeviri Gün Zileli. — İstanbul: Versus Kitap, 2006. — (Versus Kitap (yayınları), 1.; Toplumsal Mücadeleler dizisi, 1.). — ISBN 9789944989015. — ISBN 9944989010.
- Avrich P. H. Kronstadt 1921. — Argentina: Utopia Libertaria, 2006. — 252 p. — (Coleccion Utopia Libertaria). — ISBN 9789872087531. — ISBN 9872087539.
  - Avrich P. H. Kronstadt 1921. — Buenos Aires: Proyeccion, 1973. — 248 p.
- Avrich P. H. Kronstadt : 1921. — Hungary: MSZMP Társadalomtudományi Intézet, 19??. — 252 p.
- Avrich P. Kronstadt 1921. — Milano: Res Gestae, 2002. — 268 p. — ISBN 9788866970224. — ISBN 898603731.
  - Avrich P. Kronstadt 1921 / traduzione di Mario Spinella. — Milano; Verona: Mondadori, 1971. — 268 p. — (Oscar, 55).

В 2007 году книга была переведена на русский язык и опубликована в издательстве Центрполиграф под заголовком «Восстание в Кронштадте. 1921 год»:
- Эврич П. Восстание в Кронштадте. 1921 / пер. Л. А. Игоревский. — М.: Центрполиграф, 2007. — 240 с. — (Россия в переломный момент истории). — 3000 экз. — ISBN 978-5-9524-2744-0.